# حقوق بشر در ایران
حقوق بشر در ایران از زمان دودمان پهلوی در خلال سال‌های ۱۳۰۳ تا ۱۳۵۷ تا زمان انقلاب اسلامی و زمان زمامداری جمهوری اسلامی ایران رفتار حکومت در مقابل شهروندانش توسط فعالین حقوق بشری بین‌اللملی، سازمان‌های مردم نهاد مورد انتقاد قرار گرفته‌است. در حالی که نظام سلطنتی تحت حاکمیت شاهان به دلیل داشتن سابقه افتضاح حقوق بشر مورد حمله گسترده اکثر سازمان‌های دیده‌بان غربی قرار گرفته‌است، اما با روی کار آمدن حکومت جهوری اسلامی ایران که جایگزین نظام شاهنشاهی شد اوضاع به کلی تغییر کرد و نقش مردم و جامعه در اداره کشور به وضوح بیشتر و تاثیر آنها در زندگی سیاسی و اجتماعی و فرهنگی خود افزایش یافت.
در حکومت جمهوری اسلامی، سیستم زندان متمرکز و به شدت گسترش یافت، در یک دوره اولیه (۱۳۶۰–۱۳۶۴) بیش از ۷۹۰۰ نفر اعدام شدند. جمهوری اسلامی هم به دلیل محدودیت‌ها و هم مجازات‌هایی که از قانون اساسی و قانون جمهوری اسلامی پیروی می‌کند مورد انتقاد قرار گرفته‌است.